# Jake Adelstein
Pour les articles homonymes, voir Adelstein.
Œuvres principales
Tokyo Vice : Un journaliste américain sur le terrain de la police japonaise (Paris, Éditions Marchialy, février 2016)
Jake Adelstein est un journaliste d’investigation américain, né le 28 mars 1969, à Columbia dans le Missouri (États-Unis). Jake Adelstein a consacré l'essentiel de sa carrière à couvrir le trafic d’êtres humains et le crime organisé au Japon.

## Biographie
Après avoir grandi dans le Missouri, Jake Adelstein s'installe au Japon à l'âge de 19 ans pour étudier à l'université Sophia.
En 1993, il a 24 ans et intègre la rédaction du Yomiuri shinbun (avec 15 millions d'exemplaires vendus chaque jour, c'est le quotidien le plus lu au monde). C'est alors la première fois pour un étranger . Jake Adelstein y reste 12 ans. Nouvelle recrue à l'antenne locale de Saitama, une banlieue proche de Tokyo, il commence par couvrir des affaires mineures : du vol de sac à main aux vendeurs à la sauvette. Il est ensuite affecté au press club du Département de la Police métropolitaine de Tokyo, un service dont les bureaux sont implantés au cœur du poste de police tokyoïte. Jake Adelstein y couvre les affaires d'homicides, suicides et disparitions mystérieuses. Quelques années plus tard, Jake Adelstein est muté à la brigade des mœurs et commence à suivre les affaires liées au crime organisé. Il enquête notamment sur l’« Empereur des Vautours » Susumu Kajiyama (en), un ancien yakuza qui a bâti son empire en accordant des prêts à taux exorbitants à des familles surendettées.
Après avoir quitté le Yomiuri shinbun, Jake Adelstein enquête sur le circuit de blanchiment d'argent de la mafia japonaise dans les casinos de Las Vegas et notamment sur l'un de ses plus importants dirigeants yakuza, Tadamasa Goto. Il publie alors les résultats de son enquête dans le Washington Post ainsi que dans le Los Angeles Times, où il montre comment Tadamasa Goto a pu rentrer sur le territoire américain pour bénéficier d'une greffe du foie à l'hôpital universitaire de UCLA. Tadamasa Goto menace de mort ouvertement Jake Adelstein et son entourage. La femme et les deux enfants de Jake Adelstein sont rapatriés aux États-Unis et placés sous protection du FBI pendant plusieurs années. Le journaliste, quant à lui, reste au Japon sous protection policière et d'un garde du corps, pour poursuivre son travail d'enquête sur la mafia. Jake Adelstein publie en 2009 aux États-Unis le livre Tokyo Vice dans lequel il relate le fruit de ses enquêtes.
Jake Adelstein a par ailleurs travaillé pour The Daily Beast, The Japan Times et Vice News. Il a également été conseiller auprès du Polaris Project, organisation internationale de lutte contre la traite des êtres humains, ainsi que pour le département d'État américain. Jake Adelstein poursuit aujourd’hui[Depuis quand ?] son travail de recherche sur la société japonaise en tant que rédacteur en chef du Japan Subculture Research Center, fondé en 2007 pour étudier la face cachée du Japon : son économie souterraine, la place de la mafia, la prostitution, etc. Il est également un contributeur régulier du magazine Tempura.

## Tokyo Vice
Les éditions Pantheon Books publient en 2009 aux États-Unis Tokyo Vice: An American Reporter on the Police Beat in Japan de Jake Adelstein, dans lequel il raconte son intégration à la société japonaise en tant qu'étranger (gaijin en japonais), ainsi que ses enquêtes sur le crime organisé et le trafic des êtres humains. Il relate notamment son apprentissage du métier de journaliste d'investigation, ses premières enquêtes sur le commerce sexuel dans le quartier de Kabukicho à Tokyo, et son affrontement final avec le parrain du Goto-gumi (une des branches de la plus grande organisation criminelle de yakuzas, le Yamaguchi-gumi), Tadamasa Goto et les menaces qu'il a reçues pour le dissuader de publier son enquête. Le livre, écrit à la première personne et rédigé comme un roman, se situe dans l'héritage de la littérature de non-fiction et du nouveau journalisme narratif américain. Son enquête a connu un retentissement important au Japon et aux États-Unis, et a poussé Tadamasa Goto à devoir quitter la direction de son organisation criminelle. Roberto Saviano, l'auteur du best-seller sur la mafia napolitaine Gomorra, a qualifié Tokyo Vice de « récit inestimable, féroce et rigoureux. Adelstein décrit la mafia japonaise comme personne.»
Le livre Tokyo Vice est traduit et publié en France au mois de février 2016 (aux éditions Marchialy) grâce à un financement participatif.
Une adaptation en série télévisée de son livre Tokyo Vice avec Ansel Elgort dans le rôle principal est diffusée en 2022 sur HBO Max.

## Publications

### Originales en anglais
- Tokyo Vice : An American Reporter on the Police Beat in Japan, Pantheon, 2009, 352 p. (ISBN 978-0-307-37879-8)
- The Last Of The Yakuza : Life & Death In the Japanese Underworld, 2016

### Traductions en français
- Tokyo Vice : Un journaliste américain sur le terrain de la police japonaise (trad. de l'anglais), Paris, Marchialy Editions, 2016, 400 p. (ISBN 979-10-95582-00-7)
- Le Dernier des yakuzas : Splendeur et décadence d'un hors-la-loi au pays du Soleil-Levant (trad. de l'anglais), Paris, Marchialy Editions, 2017, 362 p. (ISBN 979-10-95582-21-2)
- J’ai vendu mon âme en bitcoins (trad. de l'anglais), Montreuil, Editions Marchialy, 2019, 229 p. (ISBN 979-10-95582-48-9, lire en ligne)
- Tokyo Détective : Enquêtes, crimes et rédemption au pays du Soleil-Levant (trad. de l'anglais), Paris, Marchialy Editions, 2023, 400 p. (ISBN 978-2-38134-019-7)